# Veronica americana
Veronica americana är en grobladsväxtart som först beskrevs av Constantine Samuel Rafinesque, och fick sitt nu gällande namn av Ludwig David von Schweinitz och George Bentham. Veronica americana ingår i släktet veronikor, och familjen grobladsväxter. Inga underarter finns listade i Catalogue of Life.

## Bildgalleri

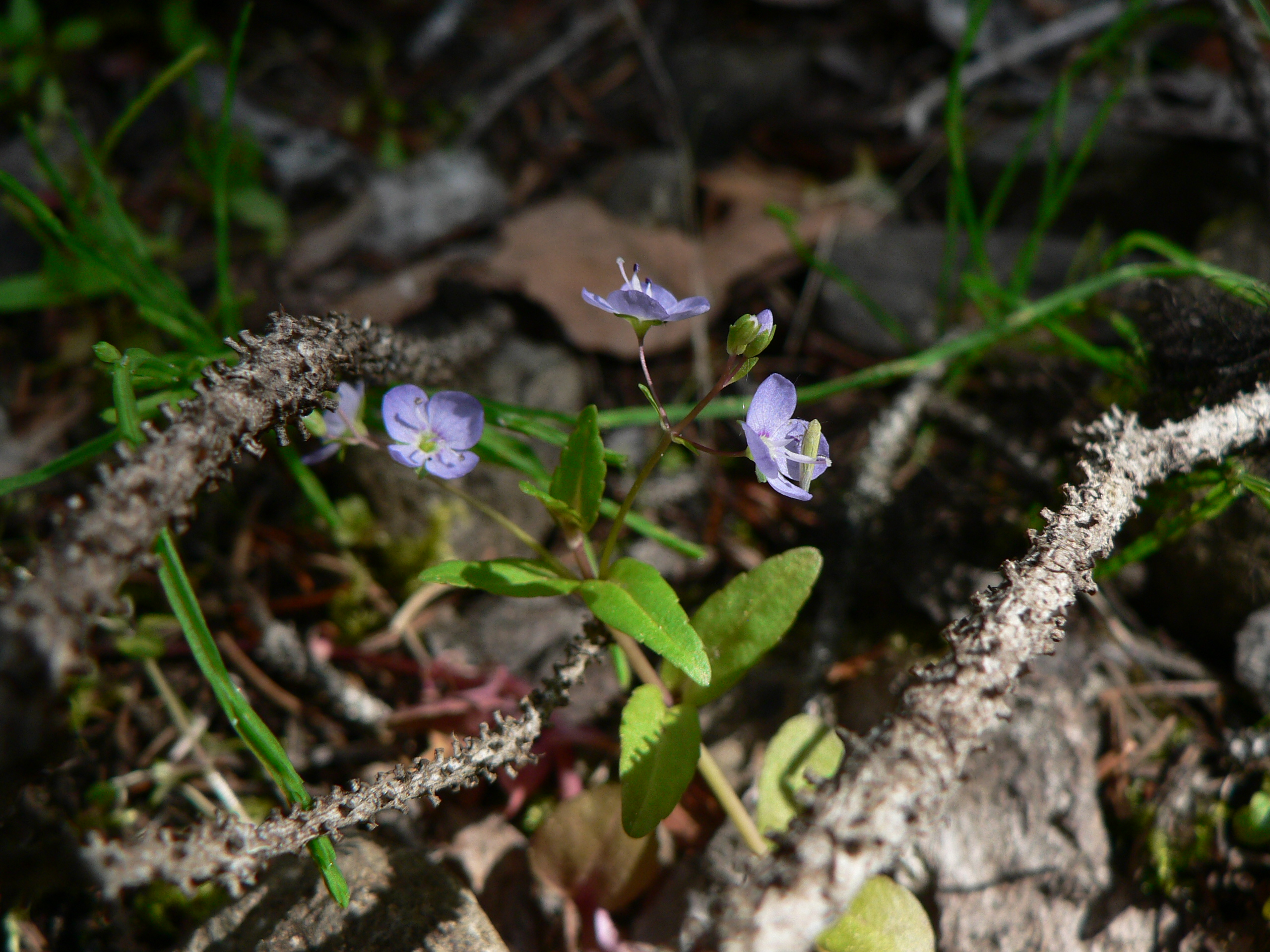
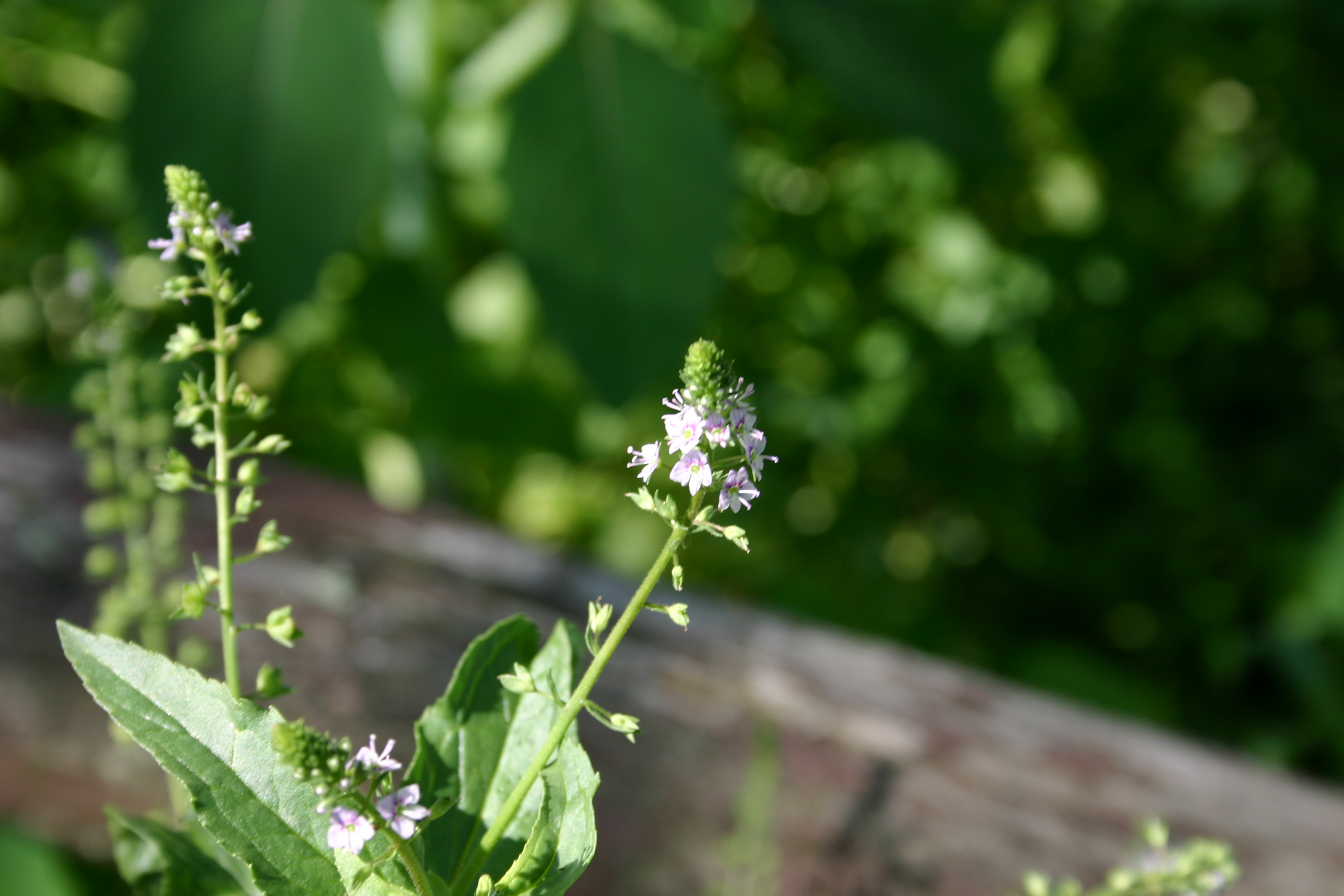
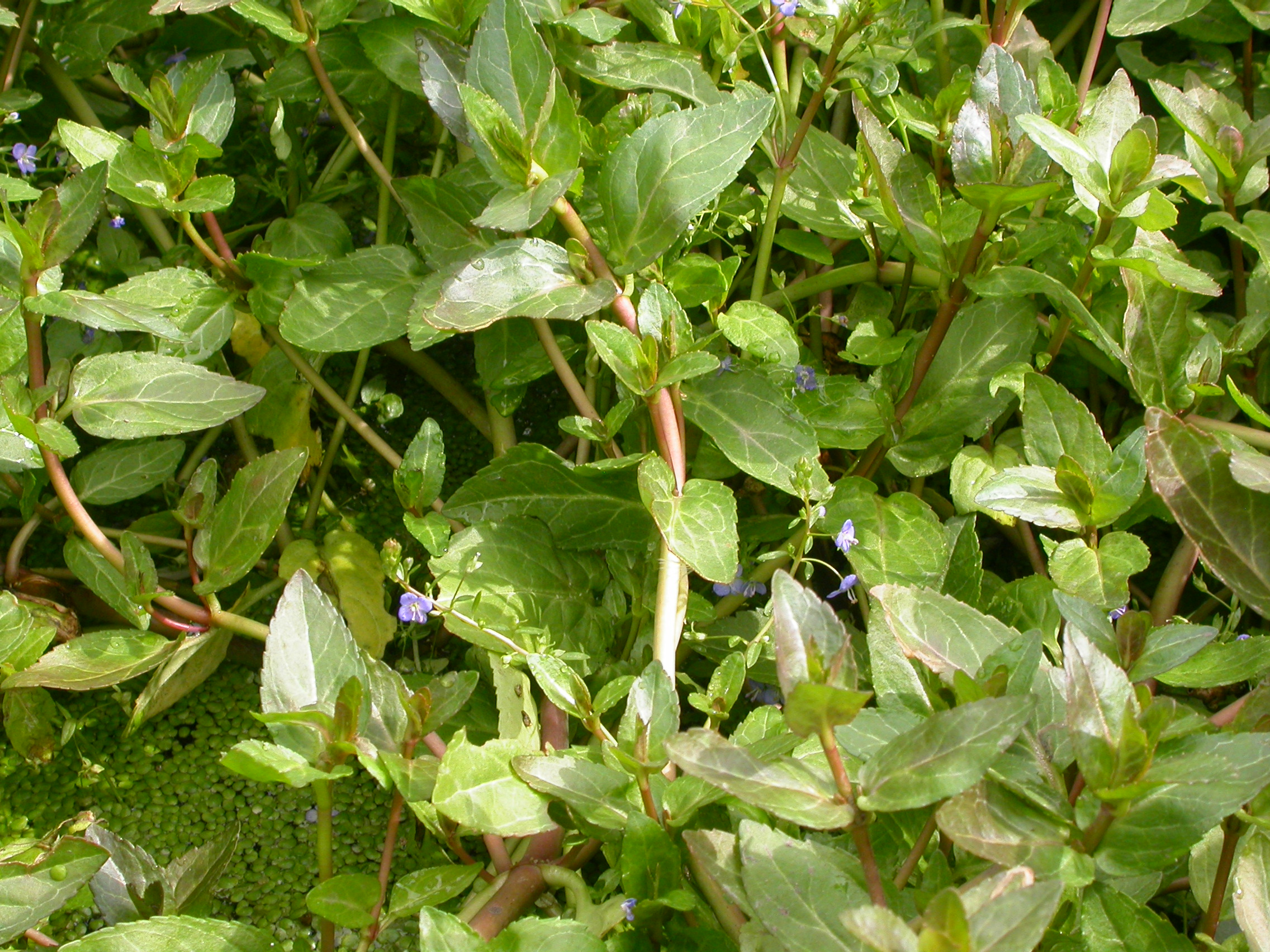
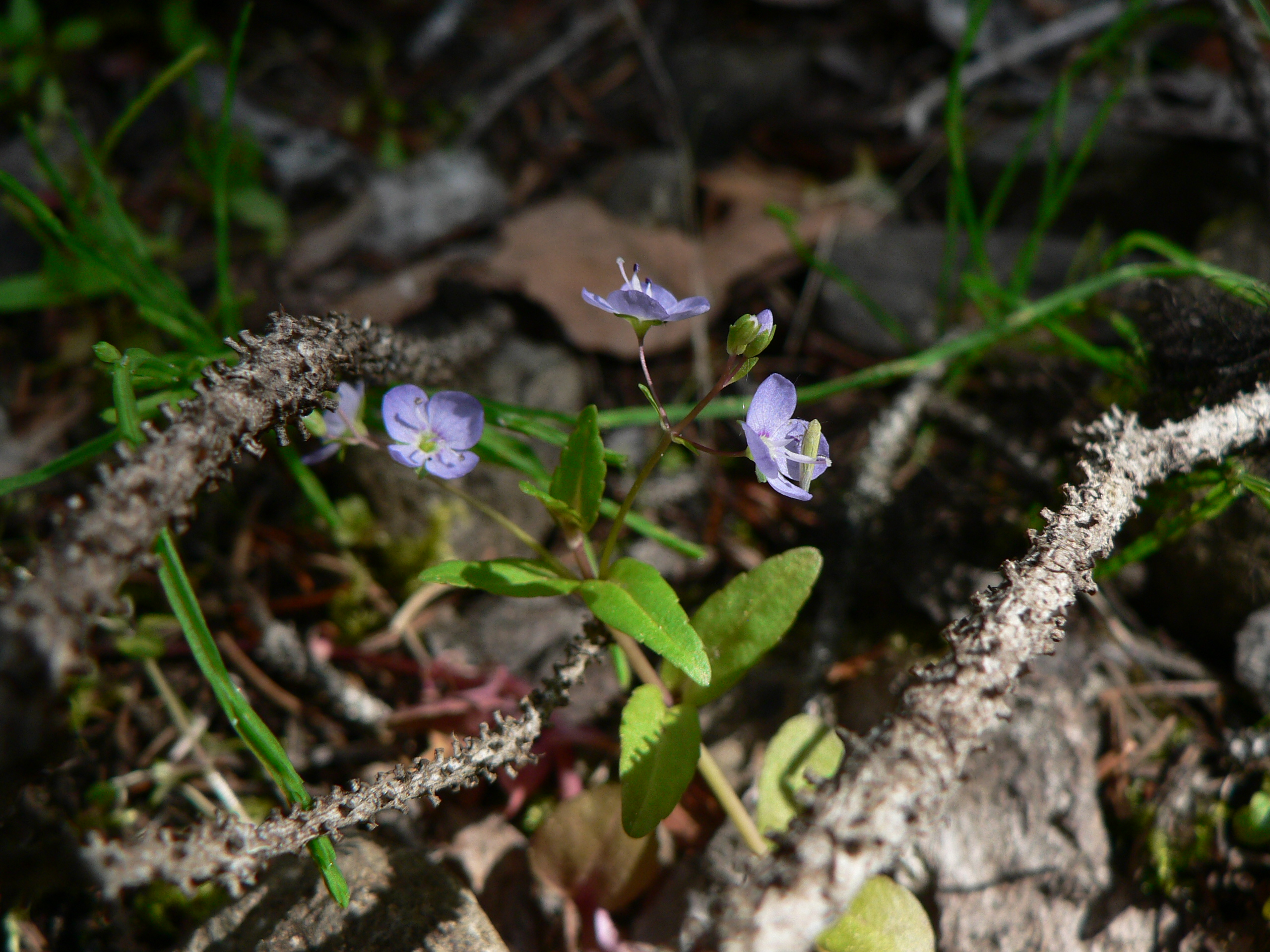